# Edwin M. Yamauchi
Edwin Masao Yamauchi (ur. 1 lutego 1937 w Hilo, Hawaje) – amerykański biblista i apologeta chrześcijański pochodzenia japońskiego. Emerytowany profesor historii na Miami University, gdzie wykładał od 1969 do 2005 roku.
W 1960 roku uzyskał bakalaureat z języka hebrajskiego i hellenistyki na Shelton College. Następnie kształcił się w zakresie studiów śródziemnomorskich pod kierunkiem Cyrusa Gordona na Brandeis University, gdzie uzyskał magisterium (1962) i doktorat (1964). Choć wychowany został jako buddysta, w trakcie studiów został ewangelikalnym protestantem.
W 1964 roku objął funkcję wykładowcy na Rutgers University. W 1969 roku przeniósł się na Miami University, gdzie wykładał aż do przejścia na emeryturę w 2005 roku. Specjalizował się w tematyce historii świata starożytnego, egiptologii i dziejów gnostycyzmu, brał udział w wykopaliskach archeologicznych w Izraelu. Opublikował 17 książek, w tym The Stones and the Scriptures (1972), The Archaeology of New Testament Cities in Western Asia Minor (1980), Persia and the Bible (1990). Był autorem ponad 400 artykułów, opublikowanych m.in. na łamach Journal of the American Academy of Religion, Journal of Biblical Literature, Journal of the American Oriental Society i Journal of Near Eastern Studies. Interesował się także językoznawstwem, uczył się m.in. arabskiego, aramejskiego, egipskiego, łaciny, rosyjskiego, syryjskiego, ugaryckiego i włoskiego. 
Głęboko zaangażowany w działalność religijną, był współzałożycielem i starszym działającego na Miami University Oxford Bible Fellowship. Jako apologeta dowodził historycznej wiarygodności Pisma Świętego, posiłkując się danymi archeologicznymi potwierdzającymi opisane w Biblii wydarzenia.